# ماركوس أنتونيو ناسيمينتو سانتوس
ماركوس أنتونيو ناسيمينتو سانتوس (بالبرتغالية: Marcos Antônio Nascimento Santos) (11 يونيو 1988 في ماسايو في البرازيل – )؛ هو لاعب كرة قدم سابق كان يلعب كلاعب وسط.

## وصلات خارجية
- ماركوس أنتونيو ناسيمينتو سانتوس على موقع دوري كوريا الجنوبية (الإنجليزية)
- ماركوس أنتونيو ناسيمينتو سانتوس على موقع قاعدة بيانات كرة القدم.إي يو (الإنجليزية)
- ماركوس أنتونيو ناسيمينتو سانتوس على موقع Soccerway.com (الإنجليزية)
- ماركوس أنتونيو ناسيمينتو سانتوس على موقع عالم كرة القدم.نت (الإنجليزية)